# Гершгорин Семен Аронович
Семен Аронович Гершгорин (24 серпня 1901, Пружани — 30 травня 1933, Ленінград) — російський математик гебрейського походження. Відомий своїми працями в галузі прикладної математики, особливо його роботи, які стосуються чисельного і механічного інтегрування диференціальних рівнянь з частинними похідними.

## Життєпис
Семен народився на українсько-білоруському порубіжжі в містечку Пружани на Берестейщині в гебрейській родині. Він був здібним хлопчаком-учнем, ймовірно, що отримував знання у звичних тоді гебрейських школах.
Про життя Семена в часи 1-ї світової війни та революції, нічого не відомо. Лише те, що він подався до Петрограда і продовжив там своє навчання. В 1923 році він уже закінчив Петроградський технологічний інститут і залишився в ньому, уже викладаючи. В 1930 році йому було надано звання професора і він далі викладав математику в, уже перейменованому, Ленінградському політехнічному інституті.
Через несподівану хворобу, в 1933 році, Семен Гершгорин помер. Похований на ленінградському кладовищі, могила не збереглася.

## Наукова діяльність
Семен Гершгорин був талановитим молодим ученим, чиї наукові роботи вивчають в різних країнах світу. Займався роботами з алгебри, теорії функцій, наближених і кількісних методів (названа на його честь, теорема Гершгорина для малих коливань в методах функціонального аналізу), практикував кількісне і механічне інтегрування диференціальних рівнянь з частковими похідними. Загалом сучасникам вдалось зберегти 12 наукових розвідок Гершгорина.
У своїй першій науковій роботі (в 1929 році) Гершгорин запропонував метод експериментального рішення рівняння Лапласа. Ще кілька його наукових праць отримали схвальні відгуки в середовищі науковців та сприяли виникненню нового класу аналогових обчислювальних машин — електроінтеграторів сіткового типу, які використовувалися аж 70-х років 20-го століття. Сіткові електроінтегратори вже в 30-х роках XX століття дозволяли досліджувати системи, що містять більше мільйона комірок — рекорд, перевершений цифровими ЕОМ тільки в 90-х роках.